# Приуралье (Архангельский район)
Приуралье (баш. Приуралье) — деревня в Тавакачевском сельсовете Архангельского района Республики Башкортостан России.
С 2005 современный статус.

## Географическое положение
Расстояние до:
- районного центра (Архангельское): 7 км,
- центра сельсовета (Тавакачево): 3 км.

## История
Статус деревня, сельского населённого пункта, посёлок получил согласно Закону Республики Башкортостан от 20 июля 2005 года N 211-з «О внесении изменений в административно-территориальное устройство Республики Башкортостан в связи с образованием, объединением, упразднением и изменением статуса населенных пунктов, переносом административных центров», ст.1:

6. Изменить статус следующих населенных пунктов, установив тип поселения - деревня:
 
3)  в Архангельском районе:…

м) поселка Приуралье Тавакачевского сельсовета

## Население
| 2002 | 2009 | 2010 |
| ---- | ---- | ---- |
| 380  | ↗438 | ↘373 |

Национальный состав
Согласно переписи 2002 года, преобладающие национальности —  башкиры (47 %), русские (37 %).